# Western Athletic Conference
Pour les articles homonymes, voir Wac.

Répartition géographique.

La Western Athletic Conference (WAC) est un groupement de treize universités gérant les compétitions sportives dans neuf sports masculins et onze sports féminins dans l'ouest des États-Unis. En août 2012, la WAC annonce la fin de son championnat de football américain.
À l'automne 2021, le WAC rétablira le football américain et participera à la NCAA Division I Football Championship Subdivision (FCS). Cela coïncide avec l'entrée de quatre nouveaux membres, qui jouent tous au football américain FCS. 
Après l'année universitaire 2022-2023, la Western Athletic Conference a fusionné sa ligue de football américain avec celle de l'Atlantic Sun Conference, formant l'United Athletic Conference.

## Histoire
La Western Athletic Conference fut fondée en 1962.

## Les membres actuels
| Institutions                                        | Siège                       | Fondation | Type     | Surnom                                | Rejoint |
| --------------------------------------------------- | --------------------------- | --------- | -------- | ------------------------------------- | ------- |
| Université chrétienne d'Abilene                     | Abilene, Texas              | 1906      | Privée   | Wildcats d'Abilene Christian (en)     | 2021    |
| Université baptiste de Californie                   | Riverside, Californie       | 1950      | Privée   | Lancers de California Baptist (en)    | 2018    |
| Université de Grand Canyon (en)                     | Phoenix, Arizona            | 1949      | Privée   | Antelopes de Grand Canyon             | 2013    |
| Université d'État du Nouveau-Mexique                | Las Cruces, Nouveau-Mexique | 1888      | Publique | Aggies de New Mexico State            | 2005    |
| Université d'État Sam Houston                       | Huntsville, Texas           | 1879      | Publique | Bearkats de Sam Houston               | 2021    |
| Université de Seattle                               | Seattle, Washington         | 1891      | Privée   | Redhawks de Seattle (en)              | 2012    |
| Université du sud de l'Utah (en)                    | Cedar City, Utah            | 1897      | Publique | Thunderbirds de Southern Utah         | 2022    |
| Université d'État Stephen F. Austin (en)            | Nacogdoches, Texas          | 1923      | Publique | Lumberjacks de Stephen F. Austin (en) | 2021    |
| Université d'État Tarleton                          | Stephenville, Texas         | 1899      | Publique | Texans de Tarleton State              | 2020    |
| Université du Texas à Arlington (en)                | Arlington, Texas            | 1895      | Publique | Mavericks de l'UT Arlington (en)      | 2022    |
| Université technologique de l'Utah (en)             | St. George, Utah            | 1911      | Publique | Trailblazers d'Utah Tech (en)         | 2020    |
| Université de la vallée de l'Utah                   | Orem, Utah                  | 1941      | Publique | Wolverines d'Utah Valley (en)         | 2013    |
| Université du Texas de la vallée du Rio Grande (en) | Edinburg, Texas             | 1927      | Publique | Vaqueros de l'UTRGV (en)              | 2013    |

- UTRGV a été fondée en 2013 par la fusion de deux universités: l'Université du Texas-Pan American (UTPA) et l'Université du Texas à Brownsville. L'instruction a commencé en 2015. UTRGV a hérité de son programme sportif et de son adhésion au WAC de l'UTPA, qui a retracé son histoire jusqu'à un collège communautaire fondé en 1927.
- Utah Tech a rejoint la WAC en tant qui l'université d'État de Dixie (anglais: Dixie State University). Le nom de l'université a été changé en 2022 en l'université technologique de l'Utah (Utah Tech University), le changement de nom public ayant lieu le 15 mai et le changement de nom légal le 1er juillet. Le surnom de « Trailblazers » ne changera pas[2].

### Membres sortants
| Institutions                         | Siège                       | Fondation | Type     | Surnom                     | Départ | Future conférence |
| ------------------------------------ | --------------------------- | --------- | -------- | -------------------------- | ------ | ----------------- |
| Université d'État du Nouveau-Mexique | Las Cruces, Nouveau-Mexique | 1888      | Publique | Aggies de New Mexico State | 2023   | Conference USA    |
| Université d'État Sam Houston        | Huntsville, Texas           | 1879      | Publique | Bearkats de Sam Houston    | 2023   | Conference USA    |

Membres associés
- Falcons de l'Air Force (football masculin et natation masculine)
- Bears de Central Arkansas (en) (football américain)
- Colonels d'Eastern Kentucky (en) (football américain)
- Huskies de Houston Christian (en) (football masculin)
- Vandals de l'Idaho (natation féminine)
- Cardinals d'Incarnate Word (en) (football masculin)
- Gamecocks de Jacksonville State (football américain)
- Lumberjacks de Northern Arizona (natation féminine)
- Bears de Northern Colorado (natation féminine)
- Hornets de Sacramento State (baseball)
- Spartans de San Jose State (football masculin)
- Rebels de l'UNLV (football masculin et natation masculine)
- Cowboys du Wyoming (natation masculine)

Après les départs des Broncos de Boise State, des Bulldogs de Fresno State, des Rainbow Warriors d'Hawaï, des Spartans de San Jose State, des Bulldogs de Louisiana Tech et du Wolf Pack du Nevada entre 2010 et 2012, la WAC est très affaiblie en football américain. Les Bobcats de Texas State et les Roadrunners de l'UTSA devaient rejoindre la conférence, mais ont finalement opté pour la Sun Belt Conférence. En août 2012, la WAC annonce la fin de son championnat de football américain. Les Vandals de l'Idaho et les Aggies de New Mexico State se retrouvent sans conférence et seront contraints de devenir Indépendants à partir de 2013.

## Installations sportives
| Université         | Stade de football américain                                                                                 | Capacité | Salle de basket-ball                        | Capacité                                    |
| ------------------ | --- | --- | ------------------------------------------- | ------------------------------------------- |
| Abilene Christian  | Wildcat Stadium (en)                                                                                        | 12 000 | Moody Coliseum (en)                         | 4 600                                       |
| California Baptist | Pas d'équipe de football américain                                                                          | Pas d'équipe de football américain                                                                          | CBU Events Center (en)                      | 5 050                                       |
| Central Arkansas   | Estes Stadium (en)                                                                                          | 10 000 | Membre dans le football américain seulement | Membre dans le football américain seulement |
| Chicago State      | Pas d'équipe de football américain                                                                          | Pas d'équipe de football américain                                                                          | Jones Convocation Center (en)               | 7 000                                       |
| Eastern Kentucky   | Roy Kidd Stadium (en)                                                                                       | 20 000 | Membre dans le football américain seulement | Membre dans le football américain seulement |
| Grand Canyon       | Pas d'équipe de football américain                                                                          | Pas d'équipe de football américain                                                                          | GCU Arena (en)                              | 7 000                                       |
| Jacksonville State | JSU Stadium (en)                                                                                            | 24 000 | Membre dans le football américain seulement | Membre dans le football américain seulement |
| Lamar              | Provost Umphrey Stadium (en)                                                                                | 16 000 | Montagne Center (en)                        | 10 080                                      |
| New Mexico State   | Joue au football américain en tant que NCAA Division I FBS indépendant                                      | Joue au football américain en tant que NCAA Division I FBS indépendant                                      | Pan American Center (en)                    | 12 482                                      |
| Sam Houston        | Homer Bryce Stadium (en)                                                                                    | 14 575 | Bernard Johnson Coliseum (en)               | 6 110                                       |
| Seattle            | Pas d'équipe de football américain                                                                          | Pas d'équipe de football américain                                                                          | Redhawk Center (en)                         | 999                                         |
| Stephen F. Austin  | Bowers Stadium (en)                                                                                         | 12 593 | William R. Johnson Coliseum (en)            | 7 203                                       |
| Tarleton           | Memorial Stadium (en)                                                                                       | 10 000 | Wisdom Gym (en)                             | 2 400                                       |
| Utah Tech          | Greater Zion Stadium (en)                                                                                   | 10 000 | Burns Arena (en)                            | 4 779                                       |
| Utah Valley        | Pas d'équipe de football américain                                                                          | Pas d'équipe de football américain                                                                          | UCCU Center (en)                            | 8 500                                       |
| UTRGV              | Pas d'équipe de football américain ; prévoit de créer une équipe de football américain au plus tard en 2024 | Pas d'équipe de football américain ; prévoit de créer une équipe de football américain au plus tard en 2024 | UTRGV Fieldhouse (en)                       | 2 500                                       |

## Palmarès nationaux
- Arizona : baseball (1976)
- Arizona State : baseball (1965, 1967, 1969, 1977)
- BYU : cross country féminin (1997)
- Fresno State : softball (1998), baseball (2008)
- Rice : baseball (2003)
- UNLV : golf masculin (1998)
- BYU : Football américain (N°1 du classement AP en 1984)

## Palmarès de conférence de football américain
| Saison | Champion      | V/D/N |
| ------ | ------------- | ----- |
| 1962   | New Mexico    | 2-1-1 |
| 1963   | New Mexico    | 3-1-0 |
| 1964   | Arizona       | 3-1-0 |
| 1964   | New Mexico    | 3-1-0 |
| 1964   | Utah          | 3-1-0 |
| 1965   | BYU           | 4-1-0 |
| 1966   | Wyoming       | 5-0-0 |
| 1967   | Wyoming       | 5-0-0 |
| 1968   | Wyoming       | 6-1-0 |
| 1969   | Arizona State | 6-1-0 |
| 1970   | Arizona State | 7-0-0 |
| 1971   | Arizona State | 7-0-0 |
| 1972   | Arizona State | 5-1-0 |
| 1973   | Arizona       | 6-1-0 |
| 1973   | Arizona State | 6-1-0 |
| 1974   | BYU           | 6-0-1 |
| 1975   | Arizona State | 7-0-0 |
| 1976   | BYU           | 6-1-0 |
| 1976   | Wyoming       | 6-1-0 |
| 1977   | Arizona State | 6-1-0 |
| 1977   | BYU           | 6-1-0 |
| 1978   | BYU           | 5-1-0 |
| 1979   | BYU           | 7-0-0 |

| Saison | Champion        | V/D/N |
| ------ | --------------- | ----- |
| 1980   | BYU             | 6-1-0 |
| 1981   | BYU             | 7-1-0 |
| 1982   | BYU             | 7-1-0 |
| 1983   | BYU             | 7-0-0 |
| 1984   | BYU             | 8-0-0 |
| 1985   | Air Force       | 7-1-0 |
| 1985   | BYU             | 7-1-0 |
| 1986   | San Diego State | 7-1-0 |
| 1987   | Wyoming         | 8-0-0 |
| 1988   | Wyoming         | 8-0-0 |
| 1989   | BYU             | 7-1-0 |
| 1990   | BYU             | 7-1-0 |
| 1991   | BYU             | 7-0-1 |
| 1992   | BYU             | 6-2-0 |
| 1992   | Fresno State    | 6-2-0 |
| 1992   | Hawaii          | 6-2-0 |
| 1993   | BYU             | 6-2-0 |
| 1993   | Fresno State    | 6-2-0 |
| 1993   | Wyoming         | 6-2-0 |
| 1994   | Colorado State  | 7-1-0 |
| 1995   | Air Force       | 6-2-0 |
| 1995   | BYU             | 6-2-0 |
| 1995   | Colorado State  | 6-2-0 |
| 1995   | Utah            | 6-2-0 |

| Saison | Champion       | V/D/N |
| ------ | -------------- | ----- |
| 1996   | BYU            | 8-0   |
| 1997   | Colorado State | 7-1   |
| 1998   | Air Force      | 7-1   |
| 1999   | Hawaii         | 5-2   |
| 1999   | Fresno State   | 5-2   |
| 1999   | TCU            | 5-2   |
| 2000   | TCU            | 7-1   |
| 2000   | UTEP           | 7-1   |
| 2001   | Louisiana Tech | 7-1   |
| 2002   | Boise State    | 8-0   |
| 2003   | Boise State    | 8-0   |
| 2004   | Boise State    | 8-0   |
| 2005   | Boise State    | 7-1   |
| 2005   | Nevada         | 7-1   |
| 2006   | Boise State    | 8-0   |
| 2007   | Hawaii         | 8-0   |
| 2008   | Boise State    | 8-0   |
| 2009   | Boise State    | 8-0   |
| 2010   | Boise State    | 7-1   |
| 2010   | Hawaii         | 7-1   |
| 2010   | Nevada         | 7-1   |
| 2011   | Louisiana Tech | 6–1   |
| 2012   | Utah State     | 7–0   |